# Religionsfreiheit in China
Religionsfreiheit in China ist in der Verfassung der Volksrepublik China mit einer wichtigen Einschränkung vorgesehen: Die Regierung schützt das, was sie „normale religiöse Aktivität“ nennt. In der Praxis wird dies definiert, als Aktivitäten, die innerhalb staatlich genehmigter religiöser Organisationen und Andachtsstätten stattfinden. Obwohl die Dynastie-Regierungen des imperialen Chinas auch die Verantwortung für Religionsausübung übernahmen, haben Menschenrechtsorganisationen, wie die United States Commission on International Religious Freedom (USCIRF), diese Differenzierung kritisiert, da sie den internationalen Maßstäben zum Schutz der Religionsfreiheit nicht entsprechen.
Die fünf offiziell anerkannten religiösen Organisationen Chinas sind die Chinesische Buddhistische Gesellschaft, die Chinesische Daoistische Gesellschaft, die Chinesische Islamische Vereinigung, die Patriotische Drei-Selbst-Bewegung und die Chinesische Katholisch-Patriotische Vereinigung. Diesen Gruppen wird ein gewisses Maß an Schutz gewährt, unterliegen allerdings Einschränkungen und Kontrollen der staatlichen Verwaltung für religiöse Angelegenheiten. Unregistrierte religiöse Gruppen – darunter unter anderen christliche Hauskirchen, Anhänger von Falun Gong, Buddhisten in Tibet, untergetauchte Katholiken und uigurische Muslime – werden mit unterschiedlichen Graden der Belästigung beziehungsweise Verfolgung konfrontiert, unter anderem Gefängnis, Folter und erzwungene religiöse Konversion. Tam und Hasmath argumentieren, dass die chinesische Regierung Religion als potenziell destabilisierend betrachtet.

## Gesetzlicher Rahmen
In Artikel 36 der Verfassung der Volksrepublik China von 1982 heißt es:

„Die Bürger der Volksrepublik China genießen die Freiheit des religiösen Glaubens. Kein staatliches Organ, keine öffentliche Organisation oder Einzelperson darf die Bürger zwingen, an irgendeine Religion zu glauben oder nicht zu glauben. Noch dürfen sie Bürger, die an eine Religion glauben oder nicht glauben, diskriminieren. Der Staat schützt normale religiöse Aktivitäten. Niemand darf Religion benutzen, um sich an Aktivitäten zu beteiligen, die die öffentliche Ordnung stören, die Gesundheit der Bürger beeinträchtigen oder das Bildungssystem des Staates stören. Religiöse Einrichtungen und religiöse Angelegenheiten unterliegen keiner ausländischen Herrschaft.“

Dieser Schutz erstreckt sich jedoch nur auf die sogenannten „normalen religiösen Aktivitäten“, die allgemein als Religionen bezeichnet werden und sich einer staatlichen Kontrolle durch das Staatliche Amt für religiöse Angelegenheiten unterziehen. Die Verfassung verbietet die Verwendung von Religion, um „sich an Aktivitäten zu beteiligen, die die soziale Ordnung unterbrechen, die Gesundheit der Bürger beeinträchtigen oder das Bildungssystem des Staates stören. Religiöse Organisationen und religiöse Angelegenheiten unterliegen keiner ausländischen Herrschaft.“
Das Gesetz bietet fünf offiziell anerkannten Religionen Schutz: die Chinesische Buddhistische Gesellschaft, die Chinesische Daoistische Gesellschaft, die Chinesische Islamische Vereinigung, die Patriotische Drei-Selbst-Bewegung und die Chinesische Katholisch-Patriotische Vereinigung. Religiöse Gruppen sind verpflichtet, sich beim Staatlichen Amt für religiöse Angelegenheiten (früher als Zentrales Büro für religiöse Angelegenheiten bekannt) oder ihren provinziellen beziehungsweise lokalen Behörden (Ämter für religiöse Angelegenheiten) zu registrieren. Das Staatliche Amt für religiöse Angelegenheiten und die Ämter für religiöse Angelegenheiten sind für die Überwachung und Beurteilung der Legitimität religiöser Aktivitäten verantwortlich.
Missionieren ist nur in privaten Räumen oder innerhalb eingetragener Gotteshäuser erlaubt. Missionieren in der Öffentlichkeit, in unregistrierten Kirchen beziehungsweise Tempeln oder durch Ausländer ist verboten. Mitglieder der atheistischen Kommunistischen Partei werden strikt daran gehindert, an einem religiösen Glauben festzuhalten.
Es gibt eine bedeutende Anzahl von nicht zugelassenen Kirchen und Tempeln, die von Einheimischen und Ausländern gleichermaßen besucht werden. Unregistrierte oder untergetauchte Kirchen sind offiziell nicht verboten, sind jedoch nicht berechtigt, öffentlich religiöse Dienste durchzuführen. Diese Organisationen können in unterschiedlichem Ausmaß durch staatliche und Parteiorgane gestört, belästigt und verfolgt werden. In einigen Fällen wurden unregistrierte religiöse Gläubige und Führer mit „illegalen religiösen Aktivitäten“ oder „Störung der sozialen Stabilität“ angeklagt. Religiöse Gläubige wurden auch nach Artikel 300 des Strafgesetzbuches angeklagt, der es verbietet, ketzerische Organisationen zu benutzen, um „die Gesetzesdurchführung zu untergraben“. Ein außerordentliches, von der Kommunistischen Partei geleitetes Sicherheitsorgan, Büro 610 genannt, überwacht die Unterdrückung und Verfolgung von Falun Gong und zunehmend auch andere nicht registrierte religiöse Organisationen. Hao Fengjun, ehemaliger 610-Agent und Überläufer aus Tianjin, sagte im Oktober 2005 auf einer Pressekonferenz der Internationalen Gesellschaft für Menschenrechte (IGFM): „Neben Falun Gong und anderen Qi-Gruppen verfolgt 610 jetzt insgesamt 14 religiöse Gruppen, darunter auch die evangelischen Hauskirchen und romtreue Katholiken.“
Volksreligionen, wenn auch nicht offiziell geschützt, werden manchmal von den Behörden toleriert. Die Staatliches Amt für religiöse Angelegenheiten hat eine Abteilung geschaffen, um die Verwaltung der Volksreligion zu überwachen.

## Christentum
Hauptartikel: Christentum in China
Das Christentum hat in China eine Geschichte, die bis zur Tang-Dynastie zurückführt, und erhielt mit der Ankunft einer großen Anzahl Missionare während der Qing-Dynastie eine Gefolgschaft in China. Missionare wurden 1949, als die Kommunistische Partei an die Macht kam und die Religion mit dem westlichen Imperialismus in Zusammenhang brachte, aus China vertrieben. Allerdings lebte das Christentum seit den Reformen unter Deng Xiaoping in den späten 1970er und 1980er Jahren wieder auf und gewann an Popularität. Bis 2011 wurde geschätzt, dass etwa 60 Millionen Chinesen den Protestantismus oder Katholizismus praktizierten. Die meisten davon gehören nicht zu den staatlich genehmigten Kirchen.
Religiöse Praktiken werden von den Regierungsbehörden noch immer streng kontrolliert. Chinesische Kinder in Festlandchina dürfen an offiziell genehmigten christlichen Treffen der Patriotischen Drei-Selbst-Bewegung beziehungsweise der Chinesischen Katholisch-Patriotischen Vereinigung teilnehmen.

### Römischer Katholizismus
Hauptartikel: Römisch-katholische Kirche in China

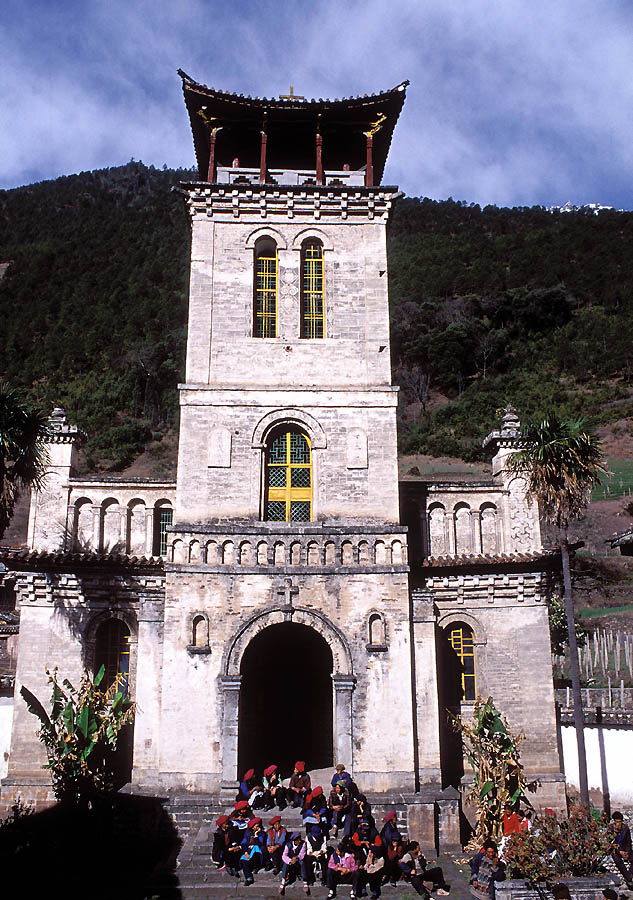
Eine römisch-katholische Kirche am Lancang (Mekong) Fluss in Cizhong, Provinz Yunnan, China

China ist die Heimat von schätzungsweise 12 Millionen Katholiken, deren Mehrheit ihren Gottesdienst außerhalb der offiziellen Chinesischen Katholisch-Patriotischen Vereinigung abhält. Das Staatliche Amt für religiöse Angelegenheiten sagt, dass 5,3 Millionen Katholiken der offiziellen Chinesischen Katholisch-Patriotischen Vereinigung angehören, die 70 Bischöfe und etwa 6000 Kirchen landesweit betreut. Darüber hinaus gibt es etwa 40 Bischöfe, die nicht von der Chinesischen Katholisch-Patriotischen Vereinigung ernannt wurden und die Autorität des Vatikans anerkennen. Diese sind inoffiziell tätig.
Die staatlich zugelassene Kirche ernennt ihre eigenen Bischöfe und übt wie bei allen offiziellen Religionen die Kontrolle über die Lehre und die Führung der Religion aus. Zur Aufrechterhaltung der Autonomie und der Ablehnung ausländischer Intervention hat die staatlich zugelassene und kontrollierte Kirche keinen offiziellen Kontakt zum Vatikan und erkennt dessen Autorität nicht an. Allerdings hat die Chinesische Katholisch-Patriotische Vereinigung dem Vatikan inoffiziell erlaubt, Ordinierungen durchzuführen. Obgleich die Chinesische Katholisch-Patriotische Vereinigung weiterhin damit fortfährt, Ordinierungen durchzuführen, die durch den Heiligen Stuhl abgelehnt werden, wird die Mehrheit dieser eingesetzten Bischöfe sowohl von der Chinesischen Katholisch-Patriotischen Vereinigung als auch vom Vatikan anerkannt. Neben der Beaufsichtigung des katholischen Glaubens verfolgt die Chinesische Katholisch-Patriotische Vereinigung auch politisch orientierte Ziele. Liu Bainian, Vorsitzender dieser Vereinigung und der Bischofskonferenz der katholischen Kirche in China, erklärte in einem Interview im Jahr 2011, dass die Kirche Einzelpersonen braucht, die „das Land lieben und die Religion lieben: Politisch sollten sie die Verfassung respektieren, das Gesetz respektieren und das sozialistische Mutterland inbrünstig lieben“.
Einige Katholiken, die die Autorität des Heiligen Stuhls anerkennen, beschlossen aufgrund der Gefahr durch die Behörden belästigt zu werden, heimlich Gottesdienste abzuhalten. Mehrere untergetauchte katholische Bischöfe wurden Berichten zufolge als verschwunden oder inhaftiert gemeldet, und Belästigungen gegen unregistrierte Bischöfe und Priester sind weitverbreitet. Es gibt Berichte von katholischen Bischöfen und Priestern, die von Behörden gezwungen wurden, an den Ordinationszeremonien für Bischöfe teilzunehmen, die nicht die Zustimmung des Vatikans erworben hatten. Die chinesischen Behörden sollen auch Katholiken unter Druck gesetzt und aufgefordert haben, die Gemeinschaft mit dem Vatikan zu brechen, indem sie von ihnen verlangten, auf einen bestimmten Glauben des römischen Katholizismus und auf das Papstprimat des römischen Pontifex zu verzichten. In anderen Fällen gestatteten die Behörden jedoch den vatikanloyalen Kirchen, ihre Tätigkeiten durchzuführen.

### Protestantismus
Hauptartikel: Protestantismus in China
Die Patriotische Drei-Selbst-Bewegung ist eine protestantische Kirche in China, und eine der größten protestantischen Körperschaften der Welt. Umgangssprachlich wird sie die Drei-Selbst-Kirche genannt und ist die staatlich genehmigte (patriotische) christliche Organisation in China.
Das Nationale Komitee der Patriotischen Drei-Selbst-Bewegung der evangelischen Kirchen in China und der Chinesische Christenrat sind in China als Lianghui bekannt (die zwei Organisationen) und bilden die einzige staatlich genehmigte (registrierte) evangelische Kirche im Festlandchina. Alle anderen protestantischen Bezeichnungen sind illegal.
Chinesische Hauskirchen sind religiöse Bewegungen mit unregistrierten Versammlungen von Christen in China, die unabhängig von der regierungsnahen Patriotischen Drei-Selbst-Bewegung, als auch dem Chinesischen Christenrat für protestantische Gruppen, der Chinesischen Katholisch-Patriotischen Vereinigung und dem chinesisch-katholischen Bischofskonzil für Katholiken sind. Sie werden als „Untergrund“-Kirche oder als „Inoffizielle“-Kirche bezeichnet, obwohl dies eine unzutreffende Bezeichnung ist, da es sich um eine Ansammlung unabhängiger einzelner Kirchen handelt und nicht um eine einzige einheitliche Kirche. Sie werden „Hauskirchen“ genannt, weil sie keine offiziell eingetragenen Organisationen sind. Da sie selbst kein Eigentum besitzen dürfen, treffen sie sich in privaten Häusern, oft im Geheimen, aus Angst vor Verhaftung oder Freiheitsstrafe.

## Buddhismus

### Tibetischer Buddhismus
Hauptartikel: Buddhismus in Tibet

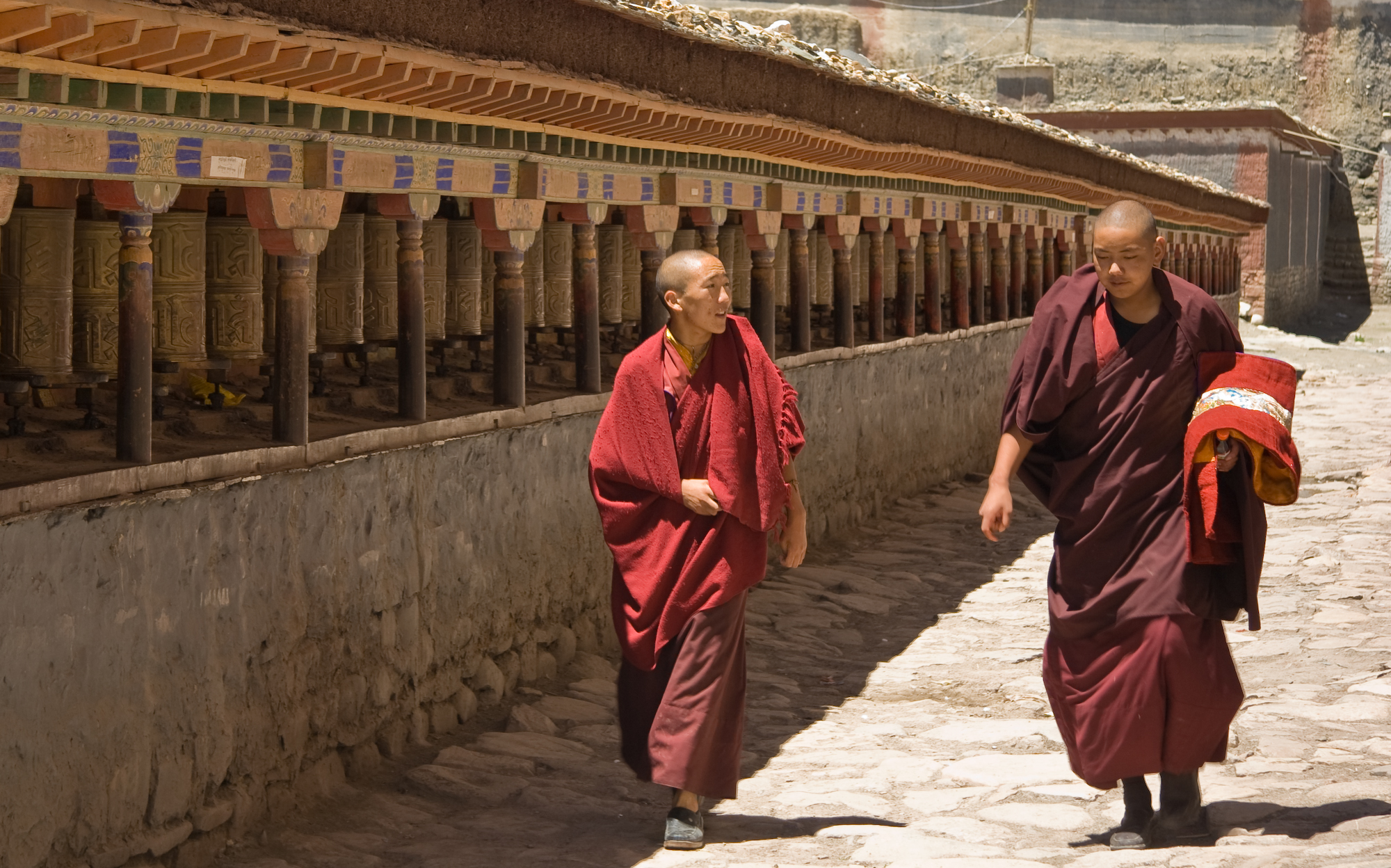
Zwei junge tibetische Buddhisten am Sakya Kloster im südlichen Tibet

China übernahm 1959 die Kontrolle über Tibet. Im Zuge der Übernahme und vor allem während der Kulturrevolution wurden viele Klöster Vihāra zerstört und viele Mönche und Laien umgebracht. Der 14. Dalai Lama Tenzin Gyatso floh nach Indien und übergab seine Gewalt zeitweilig an eine gewählte Exilregierung. Der gegenwärtige Dalai Lama versucht mit den chinesischen Behörden über eine größere Autonomie und Religionsfreiheit für Tibet zu verhandeln. Da verschiedene hochrangige Lamas im Land gestorben sind, schlugen die Behörden ihre eigenen Kandidaten für die Positionen der religiösen Autoritäten vor. Dies führte gelegentlich dazu, dass es rivalisierende Anspruchsberechtigte für die gleiche Position gab. In der Bemühung, dies zu kontrollieren, verabschiedete die chinesische Regierung 2007 ein Gesetz, das fordert, dass für alle Lamas, die reinkarnieren wollten, ein Reinkarnationsantrag vollständig ausgefüllt und genehmigt werden musste.
Die gegenwärtige Inkarnation des Penchen Lama ist umstritten. Der Dalai Lama erkennt Gendün Chökyi Nyima als Reinkarnation des Penchen Lama an. Die chinesische Regierung erkennt jedoch Gyaincain Norbu als die Inkarnation des 11. Penchen Lama an. Tibetische Quellen im Exil behaupten, dass Gendün Chökyi Nyima von der chinesischen Regierung entführt wurde. Die Identität des Penchen Lama ist deshalb für den tibetischen Buddhismus von entscheidender Bedeutung, da dieser eine der Autoritäten ist, der den nächsten Dalai Lama genehmigen muss.

## Daoismus
Praktizierende des Daoismus sind verpflichtet, sich bei der staatlich kontrollierten Chinesische Daoistische Gesellschaft zu registrieren, die die Kontrolle über religiöse Doktrin und Personal ausübt. Lokale Regierungen schränken den Bau von daoistischen Tempeln und Statuen ein, und fordern, dass Praktiken, die sie für „abergläubisch“ oder „feudalistisch“ halten, aufgegeben werden. Die Chinesische Daoistische Gesellschaft diktiert die richtige Interpretation der daoistischen Doktrin und ermahnt daoistische Praktizierende, die Kommunistische Partei und den Staat zu unterstützen. Beispielsweise veranstaltete im November 2010 die Chinesischen Daoistischen Vereinigung eine Leseklasse für daoistische Schriften und verlangte von den Teilnehmern, dass sie „das sozialistische Mutterland inbrünstig lieben und die Führung der Kommunistischen Partei Chinas unterstützen“.

## Islam

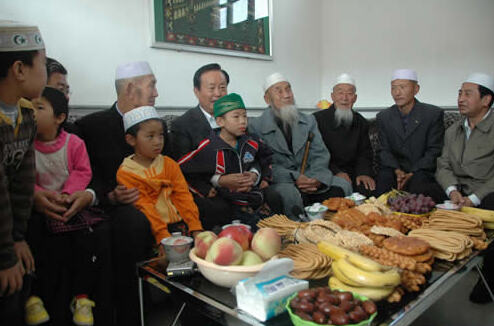
Eine ethnische Hui-Familie feiert einen Eid

Das Staatliche Amt für religiöse Angelegenheiten gibt die Anzahl der Muslime in China mit etwa 21 Millionen an, während unabhängige Schätzungen darauf hindeuten, dass es über 50 Millionen sein könnten. Laut einer Volkszählung im Jahr 2000 gehören 96 Prozent von 20,3 Millionen Muslime zu drei ethnischen Gruppen: Hui, Uiguren und Kasachen. Die meisten Hui-Muslime leben in den Provinzen Ningxia, Qinghai und Gansu, während Uigur-Muslime sich überwiegend in Xinjiang befinden.
Die staatliche Chinesische Islamische Vereinigung überwacht die Praxis des Islam, obwohl viele Muslime außerhalb des staatlichen Systems Gottesdienste abhalten. Die Islamische Vereinigung regelt den Inhalt der Predigten und die Auslegung religiöser Schriften, übt die Kontrolle über religiöse Führer aus und überwacht Wallfahrten im Ausland. 2001 gründete die Chinesische Islamische Vereinigung einen Ausschuss, um sicherzustellen, dass die heiligen Schriften so interpretiert wurden, dass sie den Interessen der chinesischen Regierung und der Kommunistischen Partei dienen.
Behörden in Xinjiang verhängen strenge Kontrollen über religiöse Ausdrücke, besonders bei Uiguren. Menschenrechtsberichte deuten darauf hin, dass Durchgriffe auf Religion häufig in Sicherheitskampagnen integriert werden. Behörden überwachen Moscheen, beschränken das Einhalten des Ramadan durch Regierungsbeamte und Studenten, und setzen Kampagnen ein, um zu verhindern, dass Uigur-Männer Bärte tragen. Uigur-Muslime, die unabhängig voneinander Gottesdienste abhielten, wurden festgenommen und mit der Durchführung „illegaler religiöser Aktivitäten“ angeklagt.
Allerdings hat die Unterdrückung der Uiguren mehr mit der Tatsache zu tun, dass sie separatistisch und nicht muslimisch sind. China verbot das Buch Xing Fengsu (sexuelle Gewohnheiten), das den Islam beleidigte, und verhaftete die Autoren nach Protesten chinesischer Hui-Muslimen in Lanzhou und Peking im Jahr 1989. Während dieser Protesten schützte die chinesische Polizei die protestierenden Hui-Muslime, und die chinesische Regierung organisierte öffentliche Verbrennungen des Buches. Die chinesische Regierung unterstützte die Hui und gab ihren Forderungen nach, da die Hui-Chinesen im Gegensatz zu den Uiguren keine separatistische Bewegung haben. Hui-Muslim-Demonstranten, die während der Proteste gegen das Buch gewaltsam randalierten und Eigentum vandalisierten, wurden von der chinesischen Regierung freigelassen und gingen ungestraft aus, während uigurische Demonstranten inhaftiert wurden.

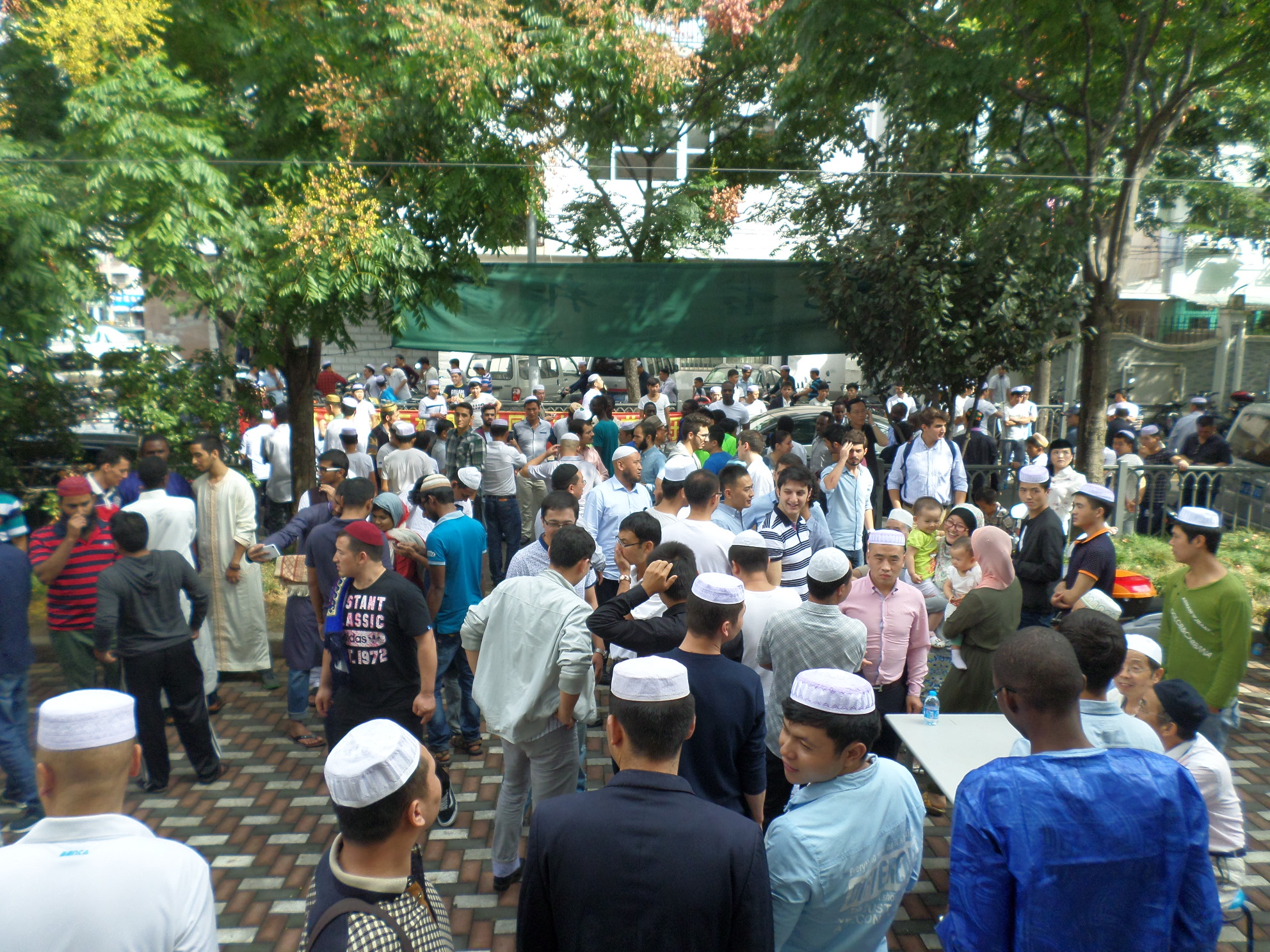
Islamisches Opferfest (Eid al-Adha) an der Jiangwan-Moschee in Shanghai.

Im Jahr 2007, in Erwartung des kommenden „Jahres des Schweins“ im Chinesischen Kalender, wurden die Darstellungen von Schweinen im China Central Television verboten, „um Konflikte mit ethnischen Minderheiten zu vermeiden“. Es wurde davon ausgegangen, dass sich diese Maßnahme auf die 20 Millionen Muslimen in China bezog (für die Schweine als „unrein“ gelten).
Als Reaktion auf den Anschlag auf Charlie Hebdo in Paris im Jahr 2015, griffen die chinesischen staatlichen Medien Charlie Hebdo wegen der Veröffentlichung von Karikaturen an, die Mohammed beleidigten. Die staatliche Nachrichtenagentur Xinhua befürwortete die Begrenzung der Redefreiheit, während eine andere staatliche Zeitung, die Global Times, berichtete, dass der Angriff eine „Vergeltung“ für das gewesen sei, was sie als westlichen Kolonialismus charakterisierte. Des Weiteren beschuldigte sie Charlie Hebdo des Versuchs, einen Konflikt zwischen unterschiedlichen Kulturen herbeiführen zu wollen.
Unterschiedliche muslimische Volksgruppen in verschiedenen Regionen Chinas werden von der chinesischen Regierung in Bezug auf Religionsfreiheit unterschiedlich behandelt. Religiöse Freiheit ist für Hui-Muslime gegenwärtig. Sie können ihre Religion ausüben, Moscheen bauen und ihre Kinder dürfen Moscheen besuchen, während speziell Uiguren in Xinjiang Kontrollen auferlegt werden. Seit den 1980er Jahren wurden islamische Privatschulen in muslimischen Gebieten von der chinesischen Regierung unterstützt und zugelassen; nur Xinjiang wurde wegen der dortigen separatistischen Stimmung ausgeschlossen.
Obwohl religiöse Erziehung für Kinder in China gesetzlich verboten ist, erlaubt die Kommunistische Partei den Hui-Muslimen dieses Gesetz zu brechen. Ihre Kinder dürfen Religionsunterricht erhalten und Moscheen besuchen, während das Gesetz bei Uiguren durchgesetzt wird. Nachdem die Sekundarstufe abgeschlossen ist, erlaubt China den Hui-Studenten religiöse Studien unter einem Imam zu beginnen. China setzt also nicht das Gesetz gegen Kinder durch, die Moscheen von Nicht-Uiguren in Gebieten außerhalb von Xinjiang besuchen.
Hui-Muslime, die beim Staat beschäftigt sind, dürfen – im Gegensatz zu den Uiguren in den gleichen Positionen – während des Ramadan fasten. Die Menge der Hui, die auf Pilgerfahrt nach Mekka (Haddsch) gehen, expandiert, und Hui-Frauen dürfen Schleier tragen, während Uigur-Frauen davon abgehalten werden, diese zu tragen.
Hui-Religionsschulen dürfen ein massives autonomes Netzwerk von Moscheen und Schulen haben, die von einem Hui-Sufi-Leiter geführt werden. Dieses wurde mit der Zustimmung der chinesischen Regierung gebildet, obwohl der Leiter zugegeben hatte, an einer Veranstaltung teilgenommen zu haben, bei der Bin Laden sprach.
Der Diplomat berichtete über die Tatsache, dass die religiösen Aktivitäten der Uiguren eingeschränkt werden, während Hui-Muslimen weitgehend Religionsfreiheit eingeräumt wird. Also richte sich die Politik der chinesischen Regierung gegenüber den Uiguren in Xinjiang nicht gegen den Islam, sondern will die Bedrohung der uigurischen Separatisten aggressiv ausmerzen.
Die Ansichten der Uiguren differieren durch die Oase, in der sie leben. China hatte historisch gesehen, Turpan und Hami begünstigt. Uiguren in Turfan und Hami und ihre Führer, wie Emin Khoja, verbündeten sich mit der Qing gegen Uiguren in Altishahr. Während der Qing-Dynastie belehnte China die Herrscher von Turpan und Hami (Kumul) als autonome Fürsten, während der Rest der Uiguren in Altishahr (Tarim-Becken) von Begs regiert wurden. Uiguren von Turpan und Hami wurden von China als Beamte bestimmt, um über Uiguren im Tarim-Becken zu herrschen. Turpan ist wirtschaftlich wohlhabender und sieht China positiver als die rebellischen Kaschgar, das die größte Anti-China-Oase darstellt. Uiguren in Turpan werden von China in Bezug auf religiöse Politik nachsichtig und positiv behandelt, während Kaschgar der Kontrolle durch die Regierung unterworfen wird. Die Religion in Turpan und Hami wird von China positiver betrachtet als die Religion in Kaschgar und Chotan im südlichen Xinjiang. Sowohl kommunistische Uiguren- als auch Han-Beamte drücken in Turpan ein Auge zu und erlauben religiöse islamische Erziehung für Uiguren-Kinder. Feiern bei religiösen Veranstaltungen und auf Haddsch nach Mekka zu gehen, wird von der chinesischen Regierung für uigurische Mitglieder der Kommunistischen Partei gefördert. Von 1979 bis 1989 wurden in Turpan 350 Moscheen gebaut. Han, Hui und die chinesische Regierung werden von den Uiguren in Turpan viel positiver betrachtet, da sie von der Regierung eine bessere ökonomische, religiöse und politische Behandlung erhalten.
Das Magazin Islamic Turkistan der uigurischen Islamischen Turkestan-Partei beschuldigte die chinesische „Muslimbruderschaft“ (die Yihewani), für die Mäßigung der Hui-Muslime und dem Mangel an Hui, die den terroristischen Dschihad-Gruppen beitraten, verantwortlich zu sein. Dazu kämen die Tatsachen, dass seit mehr als 300 Jahren Hui und Uiguren verfeindet waren, sich keine separatistischen islamistischen Organisationen unter den Hui befinden, dass die Hui China als ihre Heimat ansehen und sie die „ungläubige chinesische Sprache“ sprechen.

### Tibetisch-muslimische Gewalt
In Tibet besteht die Mehrheit der Muslime aus den von der Kommunistischen Partei geförderten Hui. Der Hass zwischen Tibetern und Muslimen geht wahrscheinlich auf die Ereignisse in den 1930ern Jahre zurück, als der muslimische Kriegsherr Ma Bufang eine islamische Enklave in Qinghai etablieren wollte. Tibeter wurden von ihrem Land vertrieben, einige hingerichtet, andere zur Konvertierung gezwungen. Dies führte zu den Ngolok-Rebellionen (1917–1949) und dem chinesisch-tibetischen Krieg.
Von 1934 bis 1938 führte Qumil Eliqsan etwa 18.000 Kerey-Kasachen nach Gansu und Qinghai. Im Jahr 1936, nachdem Sheng Shicai 30.000 Kasachen von Xinjiang nach Qinghai vertrieben hatte, metzelten die Hui unter der Führung ihres Generals Ma Bufang ihre muslimischen Kasachen nieder, bis nur noch 135 von ihnen übrig blieben. Über 7000 Kasachen flohen vom nördlichen Xinjiang über Gansu zur tibetanischen Qinghai-Hochebene und richteten massives Chaos und Verwüstung an. Tibetische Truppen griffen die Kasachen 640 Kilometer östlich von Lhasa bei Chamdo an, als sie Tibet über Gansu und Qinghai betraten. Im Norden Tibets kollidierten Kasachen mit tibetischen Soldaten und die Kasachen wurden nach Ladakh geschickt.
Ma Bufang „löste“ das Problem, indem er die Kasachen in ausgewiesenes Weideland in Qinghai verlegte, doch kollidierten Hui, Tibeter und Kasachen weiterhin gegeneinander.
1949 beendeten die Kommunisten die Unruhen zwischen Tibetern und Muslimen, doch brachen neue aus, nachdem China sich der Liberalisierung verschrieben hatte und die Reisebeschränkungen entschärfte, sodass Muslime wieder nach Tibet reisen konnten. Während der Unruhen Mitte März 2008 in Lhasa gehörten viele der angegriffenen Läden und Restaurants Muslimen, auch an der Moschee wurde Feuer gelegt. Laut Los Angeles Times gab es in den letzten fünf Jahren dutzende Zusammenstöße zwischen Tibetern und Muslimen in den Provinzen Sichuan, Gansu und Qinghai und der Autonomen Region Tibet. Über die wenigsten werde in den staatlich kontrollierten Medien Chinas berichtet, um den Behauptungen Chinas nicht zu widersprechen, dass Minoritäten „harmonisch zusammenleben“ würden. Aufgrund der Unruhen trugen viele Muslime keine traditionellen islamischen weißen Kappen mehr, muslimische Frauen ersetzten die Schals durch Haarnetze und Muslime beteten heimlich zu Hause. Andererseits beschwerten sich Tibeter, dass ihre Kultur durch Nicht-Tibeter verwässert würde, besonders durch Muslime, die in ihre Gebiete ziehen und tibetanische Geschäfte kaufen, was besonders für Lhasa zutreffe. Was die Spannungen noch verschärfen würde, sei die Unterstützung der chinesischen Regierung durch die Hui-Muslime bei der Unterdrückung der tibetischen Unabhängigkeitsbemühungen. Laut The Economist greifen die Tibeter Hui-Muslime an, da die chinesische Regierung wiederum die Hui-Muslime unterstützt und ihnen Rückendeckung gibt. Diese Spannungen sollen zum einen auf die regierungsfeindlichen Gefühle zurückzuführen sein, zum anderen auf von Ma Bufang ausgelöste Gewalt. Ein weiterer Grund soll in ihren unterschiedlichen Religionen und ihrer Ethnizität liegen. Gleichzeitig haben Chinesisch sprechende Hui Probleme mit tibetischen Hui (die Tibetisch sprechende Kachee-Minderheit der Muslime).

## Falun Gong

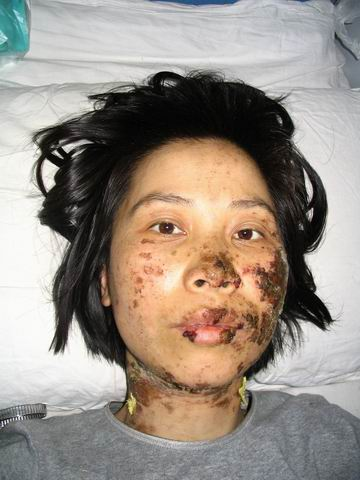
Eine Falun-Gong-Praktizierende wurde im Jahr 2005 gefoltert.

Falun Gong, auch als Falun Dafa bekannt, ist eine spirituelle Qigong-Praktik, die aus Körperübungen, einer Meditation und einer Moralphilosophie besteht, und an die buddhistische Tradition anknüpft. Nach einer Zeit des rasanten Wachstums in den 1990er Jahren startete die Kommunistische Partei am 20. Juli 1999 eine Kampagne zur „Ausrottung“ Falun Gongs. Die Unterdrückung ist durch eine facettenreiche Propagandakampagne, ein Programm der erzwungenen ideologischen Anpassung und Umerziehung und einer Vielzahl außerrechtlicher Zwangsmaßnahmen gekennzeichnet, wie willkürliche Verhaftungen, Zwangsarbeit und körperliche Folter, die oft zum Tode führte.
Ein verfassungswidriger Körper namens Büro 610 wurde gegründet, um die Unterdrückung von Falun Gong durchzuführen. Die Behörden mobilisierten die staatlichen Medienapparate, die Justiz, die Polizei, die Armee, das Bildungssystem, Familien und Arbeitsplätze gegen die Gruppe. Die Kampagne wurde durch groß angelegte Propaganda mittels Fernsehen, Zeitung, Radio und Internet betrieben. Es gibt Berichte über systematische Folter, rechtswidrige Freiheitsstrafen, Zwangsarbeit, Organraub und missbräuchliche psychiatrische Maßnahmen mit dem offensichtlichen Ziel, Praktizierende dazu zu zwingen, ihren Glauben an Falun Gong aufzugeben.
Ausländische Beobachter schätzen, dass Hunderttausende und vielleicht Millionen Falun-Gong-Praktizierende in Lagern zur „Umerziehung-durch-Arbeit“, in Gefängnissen und anderen Haftanstalten eingesperrt wurden, weil sie sich weigerten, auf die spirituelle Praxis zu verzichten. Ehemalige Häftlinge berichteten, dass Falun-Gong-Praktizierende konsequent „die längsten Urteile und die schlimmste Behandlung“ in Arbeitslagern erhielten, und in einigen Einrichtungen stellten Falun-Gong-Praktizierende die wesentliche Mehrheit der Inhaftierten. Bis 2009 waren mindestens 2000 Falun-Gong-Anhänger in der Verfolgungskampagne zu Tode gefoltert worden, wobei einige Beobachter die Zahl viel höher ansetzen.
Einige internationale Beobachter und Justizbehörden beschrieben die Kampagne gegen Falun Gong als Völkermord. Im Jahr 2009 klagten spanische und argentinische Gerichte langjährige chinesische Beamte für ihre Rolle bei der Ausübung der Unterdrückung von Falun Gong wegen Völkermord und Verbrechen gegen die Menschlichkeit an.

### Vorwurf des Organraubs
Im Jahr 2006 tauchten Anschuldigungen auf, dass Falun-Gong-Praktizierende wegen ihrer Organe „auf Anforderung“ hingerichtet werden, um den Transplantationsmarkt Chinas in kürzester Zeit mit Organen zu versorgen und damit die Nachfrage an Lebendorganen zu befriedigen. Dabei wurde davon ausgegangen, dass der Organraub wegen der großangelegten Verfolgung von Falun Gong durch die Kommunistische Partei Chinas stattfindet. Unabhängige Ermittler, wie der stellvertretende Direktor des Programms für Menschenrechte und Medizin an der University of Minnesota Kirk Allison, der Vizepräsident des Europäischen Parlaments Edward McMillan-Scott sowie der ehemalige kanadische Staatssekretär und Staatsanwalt David Kilgour und der kanadische Menschenrechtsanwalt David Matas kamen zu ähnlichen Ermittlungsergebnissen. Kilgour und Matas schrieben in ihrem Untersuchungsbericht, dass „es umfangreiche Organentnahmen von unfreiwilligen Falun-Gong-Praktizierenden gegeben habe und es heute noch gibt.“ Der China-Analytiker Ethan Gutmann interviewte in acht Jahren mehr als 100 Zeugen und legte die Ergebnisse 2014 der Öffentlichkeit in Buchform vor. Laut Gutmann sollen 65.000 Falun-Gong-Gefangene im Zeitraum von 2000 bis 2008 wegen ihrer Organe getötet worden sein. Im Jahr 2008 wiederholten zwei Sonderberichterstatter der Vereinten Nationen (Manfred Nowak und Asma Jahangi) ihre Forderung, dass „die chinesische Regierung die Anschuldigung, dass lebenswichtige Organe von Falun-Gong-Praktizierenden entnommen worden sind, vollständig erklären muss“. Die chinesische Regierung streitet die Anschuldigungen bis heute (2017) ab.

## Gegenwart
Der International Religious Freedom Report 2017 des US-Außenministeriums weist darauf hin, dass Chinas President Xi Jinping 2016 seine Macht konsolidierte und sich die Zustände für Religions- und Glaubensfreiheit und damit im Zusammenhang stehende Menschenrechte verschlechtert hätten. Behörden zielen weiterhin auf jeden ab, der als Bedrohung angesehen wird, wie religiös Gläubige, Menschenrechtsanwälte und andere Mitglieder der Gesellschaft. Auch 2016 unterstrich die chinesische Regierung die „Sinisierung der Religion“ und brachte neue Richtlinien in Umlauf, um diese zu kontrollieren. Dazu gehörten Sanktionen für als „illegal“ angesehene Aktivitäten und Niederschlagungen christlicher Hauskirchen. Uigurische Muslime in Xinjiang werden weiterhin unterdrückt und deren Kinder dürfen nicht an religiösen Aktivitäten teilnehmen. Behörden exmittierten Tausende Mönche und Nonnen aus dem Buddhistischen Lehrinstitut Larung der Fünf klassischen Wissenschaften in Tibet, bevor deren Wohnungen zerstört wurden. Die chinesische Regierung fuhr damit fort, unzählige Glaubensfreiheitsanwälte, Menschenrechtsverteidiger und religiös Gläubige, unter anderen die ernsthaft verfolgten Falun-Gong-Praktizierenden, gefangen zu nehmen, zu internieren und zu foltern.